# Kreem
Артур Альбертович Гадиуллин (род. 25 апреля 1987 год, Уфа), более известный под сценическим псевдонимом Kreem (рус. Крим), упоминается также как Artur Kreem — российский рэп-исполнитель и  диджей, сооснователь лейбла LIP. 

## Биография
Родился 25 апреля 1987 года в Уфе.
Началась музыкальная карьера в конце 2000-х годов. За свою творческую деятельность Гадиуллин выпустил пять полноформатных музыкальных альбомов. В 2022 году Kreem стал сооснователем лейбла «LIP.» и первым артистом, подписанным на это же лейбл.
Крима называют «уфимским андеграундным рэпером» и считают одним из основоположников хип-хоп движения Уфы. «Его песни – всплеск эмоций, бурлящая уличная жизнь, голоса и шумы городов. Фирменный стиль Крима – микс собственных переживаний и звуков окружающего пространства».
Boulevard Depo, аннотация к альбому "OLD BLOOD" для Apple Music:

Когда я был еще очень молодой и жил в Уфе, я уже тогда знал его имя. У него уже тогда был стайл бешеный. С годами он не растерял ни своего стиля, ни хватки. Я считаю его своим старшим товарищем. То, что он делает, я называю рэпом для рэперов. Очень взрослые темы

Первый полноформатный релиз «Monopoly» выпустил в 2011 году совместно с уфимским битмейкером Sher Adishi. Альбом был выпущен в сети и остался незамеченным в крупных музыкальных медиа. В 2013 году выпустил альбом «Crème de la crème» на лейбле московского рэпера Slim'a AzimutZvuk. На одном из треков принял участие рэпер Boulevard Depo. В 2017 году выпустил альбом «No Chill», на котором отметились Boulevard Depo, Feduk, Thomas Mraz и ЛАУД. В 2019 году выпустил совместный альбом «La Intrigue» с московским дуэтом битмейкеров Kovsh, сотрудничество с которыми продолжил в 2024 году над альбомом «Sauvignon Funk».  

## Дискография
Студийные альбомы
| Год  | Название                           |
| ---- | ---------------------------------- |
| 2011 | Monopoly (совместно с Sher Adishi) |
| 2013 | Crème de la crème                  |
| 2017 | No Chill                           |
| 2019 | La Intrigue (совместно с Kovsh)    |
| 2024 | Sauvignon Funk (совместно с Kovsh) |

Сольные видеоклипы
| Год  | Название                               |
| ---- | -------------------------------------- |
| 2009 | Генгста Мазафакинг Щит (при уч. Shatz) |
| 2010 | Есть разговор (при уч. Pirato)         |
| 2011 | Бродяжий корм (при уч. Shatz)          |
| 2011 | Ш.И.К. (при уч. Shatz)                 |
| 2011 | По-старому (при уч. Shatz)             |
| 2012 | Монополия (при уч. Sher Adishi)        |
| 2013 | All City S.F. (при уч. Shatz)          |
| 2014 | Грязь (при уч. Boulevard Depo)         |
| 2015 | Роскошь (при уч. Shatz)                |
| 2015 | Новые друзья                           |
| 2017 | Секси (при уч. ЛАУД)                   |
| 2020 | Выживут только любовники               |
| 2022 | Моя кухня                              |

## Чарты и рейтинги
- Музыкальный альбом рэпера «No Chill» попал на 6 строчку стриминговой платформы iTunes![11]

## Номинации
- Со слов журнала Сноб и других изданий, получил награду на премии Jager Music Awards в дуэте с группой Лауд, благодаря треку «Секси», где и был номинирован[2][12].